# Proislandiana pallida
Proislandiana pallida là một loài nhện trong họ Linyphiidae.
Loài này thuộc chi Proislandiana. Proislandiana pallida được Wladislaus Kulczynski miêu tả năm 1908.